# Kudelka Jakab
Kudelka Jakab (Budapest, 1876. február 25. – Budapest, 1910. október 21.) magyar építész és építőmester.

## Élete
Kudelka Dávid (1841–1899) és Singer Janka (1841–1917) nyolc gyermeke közül az ötödikként született Budapest III. kerületében, Újlak városrészben. A Nyitra vármegyei Szenicről származó édesapja az Újlaki Tégla- és Mészégető Rt.-nél működött gyárvezetőtőként. Tagja volt a kerület szabadelvű pártjának és a helyi polgári körnek.
Tanulmányait 1886-ban a Budapesti III. kerületi Községi Polgári Fiúiskolában kezdte. Az első osztályt meg kellett ismételnie, az 1887/1888-as tanévtől a Budapesti II. kerületi Állami Reáliskola tanulója volt. A négy reáliskolai osztály elvégzését követően a Budapesti Állami Ipariskola építészeti osztályának tagja lett. Az 1893/1894. tanévben végzett, s ezután az Országház építésénél alkalmazták mint rajzolót.
1905-től a Magyar Építőmesterek Egyesületének tagja.
Korabeli beszámolók szerint nem kevesebb, mint 60 házat tervezett. Több esetben Weinréb Fülöp és Ágoston Géza voltak a munkatársai.
Váratlanul, rövid szenvedés után hunyt el 37 éves korában. Haláláról így ír az Építő Ipar című folyóirat:
„A korán elhalt kortárs egyike volt a budapesti előkelő építőmestereknek, aki képzettségével és nagy buzgalmával máris szép eredményeket mutathatott föl; koporsójára a Magyar Építőmesterek Egyesülete koszorút helyezett, és a temetésén is sok tag vett részt. Nyugodjék békével.”
Halálakor kiemelték jó humorérzékét, a szenvedők iránti jótékonyságát és megbízhatóságát is.
A fentiekkel szemben voltak, akik csak telekspekulánsként tekintettek rá: egyes híradások szerint 12 háromemeletes lakóházat építtetett 3-4 szobás, illetve 1-2 szobás lakásokkal kölcsönökből. A később üres, gyengén kihasznált lakások anyagi tönkremenetelt csak korai halála miatt nem hoztak a számára.
A Kozma utcai izraelita temetőben helyezték nyugalomra, síremlékét a kortárs neves építész, Lajta Béla tervezte 1912-ben.

### Családja
Felesége Deutsch Olga (1884–1972) volt, Deutsch F. Károly belvárosi férfiszabó, textilnagykereskedő és Stein Fanni leánya, akivel 1903. augusztus 30-án a Dohány utcai zsinagógában kötött házasságot.
Gyermekei:
- Kudelka Ibolya (1904–?) újságíró. Férje Grosz Ignác (1890–?) részvénytársasági főtisztviselő.
- Kudelka György (1908–1964) építészmérnök. Felesége Bokor Klára (1908–1955).[16]

## Ismert épületei
- 1901: házak, Budapest, Margit-sziget[17]
- 1904: lakóház, Budapest, Katona József u. 1211. hrsz.[18]
- 1904: lakóház, Budapest, Munkácsy u. 3000. hrsz.[19]
- 1904–1905: Gábor Fiúnevelő Intézet, Budapest, Munkácsy Mihály u. 21.[20]
- 1905: Újlaki tégla- és mészégető Rt. lakóháza, Budapest, Bécsi út 1676. hrsz.[21]
- 1905: lakóház, Budapest, Tudor u. 3793. hrsz.[22]
- 1905: műhely és kerítés, Budapest, Ranolder u. 19.[23]
- 1905: Újlaki tégla- és mészégető Rt. istállói, Budapest, Bécsi út 4435. hrsz.[24]
- 1910: lakóház, Budapest, Átlós u. 18.[25]
- 1910: lakóház, Budapest, Szabó József u. 2841. hrsz.[26]
- 1910: földszintes ház, Budapest, Városligeti fasor 4188. hrsz.[27]